# Les Champs-de-Losque
Les Champs-de-Losque foi uma comuna francesa na região administrativa da Normandia, no departamento Mancha. Estendia-se por uma área de 9,29 km². Em 2010 a comuna tinha 199 habitantes (densidade: 21,4 hab./km²).
Em 1 de janeiro de 2017, passou a formar parte da nova comuna de Remilly Les Marais.